# Lepidotrigla grandis
Lepidotrigla grandis és una espècie de peix pertanyent a la família dels tríglids.

## Descripció
- Fa 16 cm de llargària màxima.[4][5]

## Hàbitat
És un peix marí, batidemersal i d'aigües fondes que viu fins als 335 m de fondària de la plataforma continental.

## Distribució geogràfica
Es troba al mar d'Arafura i el nord-oest d'Austràlia.

## Costums
És bentònic.

## Observacions
És inofensiu per als humans.